# Маленький принц
«Мале́нький принц» (фр. Le Petit Prince) — повість-казка, написана та проілюстрована французьким письменником та військовим пілотом Антуаном де Сент-Екзюпері. Була вперше опублікована англійською та французькою мовами в США у квітні 1943 року видавництвом Reynal & Hitchcock. У Франції часів режиму Віші твори Сент-Екзюпері були під забороною, тож на батьківщині письменика повість була опублікована в 1945 році, вже після його смерті. Сюжет зачіпає теми самотності, дружби, кохання та втрати, розповідаючи про хлопчика на ім'я «Маленький принц», який відвідує різні планети, зокрема Землю. Незважаючи на стиль дитячої книги, головний герой розмірковує про філософські теми: життя, дорослішання і людську природу.
Книга стала найуспішнішим твором Сент-Екзюпері, розійшовшись близько 140 мільйонами примірників по всьому світу, що зробило її однією із найпопулярніших книг в історії. Працю було перекладено понад 505 різними мовами та діалектами; серед книг з найбільшою кількістю опублікованих перекладів, вона поступається лише Біблії. «Маленького принца» було адаптовано для численних форм мистецтва та медіа, зокрема аудіозаписів, радіоп'єс, виступів на живій сцені, кіно, телебачення, балету та опери.
Книжка присвячена Леону Верту, другу Екзюпері. Авторське право на даний твір французькою мовою належить видавництву Галлімар.

## Сюжет

Удав, що проковтнув слона. Ілюстрація Екзюпері.

Щоб перевірити, чи дорослі такі ж метикуваті, як діти, юний оповідач показує їм картинку, на якій зображений удав, який з'їв слона. Дорослі завжди відповідають, що на малюнку зображений капелюх, тому оповідач розуміє, що з ними потрібно говорити лише про «розумні речі», а не про фантазії.
Оповідач виріс і став пілотом літака, і одного дня його літак розбивається в пустелі Сахара, далеко від цивілізації. Він повинен полагодити свій літак до того, як закінчиться запас води. Тут його зустрічає маленький хлопчик на прізвисько «Маленький принц».
Принц просить оповідача намалювати баранця. Оповідач спочатку показує йому картину слона всередині змії, яку, на подив оповідача, принц правильно тлумачить. Після трьох невдалих спроб намалювати баранця, роздратований оповідач малює ящик, стверджуючи, що баранець всередині. Виявляється, це саме той малюнок, якого хотів принц.
Впродовж кількох днів, поки оповідач намагається відремонтувати свій літак, принц розповідає історію свого життя. Раніше він жив на маленькій планеті розміром з будинок, відомій на Землі як астероїд «B612». На астероїді є три невеликі вулкани (два діючих і один погаслий) і різні рослини. Принц любив спостерігати заходи сонця, які на його планеті можна побачити багато разів на день.
Принц очищав вулкани та виполював баобаби, які постійно хотіли прорости на поверхню. Принц хотів, щоб баранчик їв їх, але хвилювався, що він також може їсти рослини з колючками.
Одного разу на астероїді виросла троянда. Вона перебільшувала свої недуги, щоб принц піклувався про неї. Принц зробив ширму та скляний купол, щоб захистити її від холоду та вітру, поливав її та не пускав гусениць.
Незважаючи на те, що він закохався в троянду, принц також почав відчувати, що вона використовує його, і вирішив покинути планету, щоб дослідити решту Всесвіту. На прощання троянда пропросила вибачення за те, що не показувала, що любить його. Вона побажала йому добра і відмовилась від пропозиції залишити її в скляному куполі, стверджуючи, що в змозі захистити себе. Принц засмутився, що не зрозумів, як любити свою троянду, будучи поряд з нею.
З тих пір принц відвідав шість інших планет, на кожній з яких жив один дорослий:
- Король без підданих, який лише видає накази, наприклад, наказує сонцю зайти на захід.
- Шанолюб, який прагне бути найшанованішим на своїй безлюдній планеті.
- П'яниця, який п'є, щоб забути, що йому соромно, що він п'є.
- Ділова людина, яка постійно рахує зірки, бо думає, що володіє багатьма з них і хоче купити ще більше.
- Ліхтарник на такій маленькій планеті, де повний день триває хвилину. Вірний своєму слову, він виконує розпорядження гасити та запалювати ліхтар щохвилини, щоб відповідати дню та ночі на його планеті.
- Літній географ, який ніколи ніде не був і не бачив нічого з того, що він записує в книгу з розповідей мандрівників. Він і переконав принца наступною відвідати Землю.

Оскільки принц висадився в пустелі, він вважав, що Земля безлюдна. Потім він зустрів гадюку, яка стверджувала, що має силу повернути його додому, якщо він колись цього забажає. Далі принц зустрів квітку, яка сказала, що бачила лише кількох чоловіків у цій частині світу, і вони не мали коріння, дозволяючи вітру гнати їх. Піднявшись на найвищу гору, яку він коли-небудь бачив, принц сподівався побачити всю Землю, знайшовши таким чином людей; проте він бачив лише безлюдний краєвид. Коли принц закричав з гори, йому відповіла луна, яку він сприйняв як голос когось нудного, хто тільки повторює його слова.
Принц натрапив на ряд трояндових кущів і зрозумів, що його троянда збрехала про свою унікальність. Він почав відчувати, що він не може величати себе принцом, оскільки на його планеті було лише три крихітні вулкани та квітка, яка виявилась звичайною. Принц заплакав і тоді біля нього з'явився лис.
Лис хотів, щоб його приручили, і пояснив принцу як це зробити. Приручаючи когось чи щось, воно перетворюється зі звичайного й такого, як усі інші, на особливе й унікальне.
Від лиса принц дізнається, що його троянда справді була особливою, тому що вона була об'єктом його любові; він «приручив» її, і тому вона була дорожчою за всі інші троянди. Йдучи, лис каже, що важливі речі можна побачити тільки серцем, а не очима.
Потім принц зустрів двох людей із Землі:
- Залізничний стрілочник, який описав, як пасажири постійно мчали з одного місця в інше в потягах, ніколи не задоволені тим, де вони знаходяться, і не знаючи, чого вони прагнуть; тільки діти серед них коли-небудь намагалися виглянути у вікна.
- Крамар, який розповів про свій товар, таблетку, яка позбавляє від необхідності пити впродовж тижня, заощадуючи людині 53 хвилини.

Через вісім днів після авіакатастрофи оповідач і принц страждали від спраги. Принц став похмурим і хотів повернутися додому щоб побачити свою квітку.
Зрештою, принц і оповідач врятувались від спраги, знайшовши колодязь. Пізніше оповідач бачить, як принц розмовляє з гадюкою, обговорюючи своє повернення додому та бажання знову побачити свою троянду, хвилюючись, що вона залишилася напризволяще. Принц прощається з оповідачем і заявляє, що якщо виглядатиме так, ніби він помер, то це тільки тому, що його тіло було занадто важким, щоб взяти з собою на свою планету. Принц попереджає оповідача не дивитися, як він йде, бо це його засмутить. Оповідач, розуміючи, що трапиться, відмовляється відійти від принца. Принц каже, що оповідачеві достатньо лише подивитися на зірки, щоб подумати про сміх принца і буде здаватися, ніби всі зірки сміються. Потім принц відходить і дозволивши гадюці вкусити його, падає.
Наступного ранку оповідач не може знайти тіло принца. Встигнувши відремонтувати свій літак, він покидає пустелю. Оповідач просить зв'язатися з ним будь-кого в цьому районі, хто стикнеться з хлопчиком, схожим за описом на принца.

## Прообрази

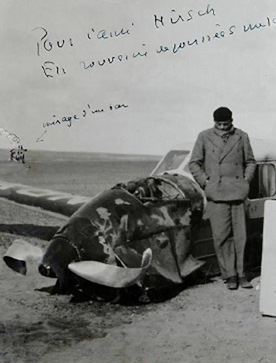
Сент-Екзюпері біля свого літака після падіння в Сахарі близько 3 ночі під час авіарейсу до Сайгону, В'єтнам (Єгипет, 1935).

У творі оповідач розповідає про те, як опинився в пустелі поруч зі своїм розбитим літаком. Розповідь явно спиралася на власний досвід Сент-Екзюпері в Сахарі, випробування, детально описане в його мемуарах 1939 року «Планета людей».
30 грудня 1935 року о 2:45 ночі, після 19 годин і 44 хвилин у повітрі, Сент-Екзюпері разом зі своїм другим пілотом-штурманом Андре Прево зазнав авіааварії в пустелі Сахара. Вони намагалися побити рекорд швидкості польоту з Парижа до Сайгону в популярному на той час типі повітряних перегонів під назвою рейд, який мав приз у 150 000 франків. Їхнім літаком був Caudron C-630 Simoun, місце катастрофи було поблизу Ваді-Натрун, біля дельти Нілу.
Обидва дивом вижили в аварії, але зіткнулися зі швидким зневодненням під час сильної пустельної спеки. Їхні карти були примітивними і неоднозначними. Загублені серед піщаних дюн з кількома виноградинами, термосом з кавою, одним апельсином і невеликою кількістю вина, у них були запаси рідини лише на один день. Вони обидва почали бачити міражі, за якими швидко послідували більш яскраві галюцинації. На другий і третій день вони були настільки зневоднені, що зовсім перестали потіти. Нарешті, на четвертий день, їх помітив і врятував бедуїн на верблюді.
Лис, який каже принцу, що його троянда унікальна й особлива, оскільки вона — та, яку він кохає, як вважають, написаний за образом близької нью-йоркської подруги автора, Сільвії Гамільтон Рейнхардт. Вважається, що культову фразу повісті «лише серце добре бачить» придумала Рейнхардт.
Чіпкі жахливі баобаби, за твердженням дослідників, могли символізувати спробу нацизму знищити планету. Запевнення маленького принца в тому, що його тіло — лише оболонка, нагадує останні слова вмираючого молодшого брата автора — Антуана Франсуа, який зі смертного ложа сказав йому: «Не хвилюйся. Я в порядку. Я нічого не можу вдіяти. Це моє тіло».

### Маленький принц

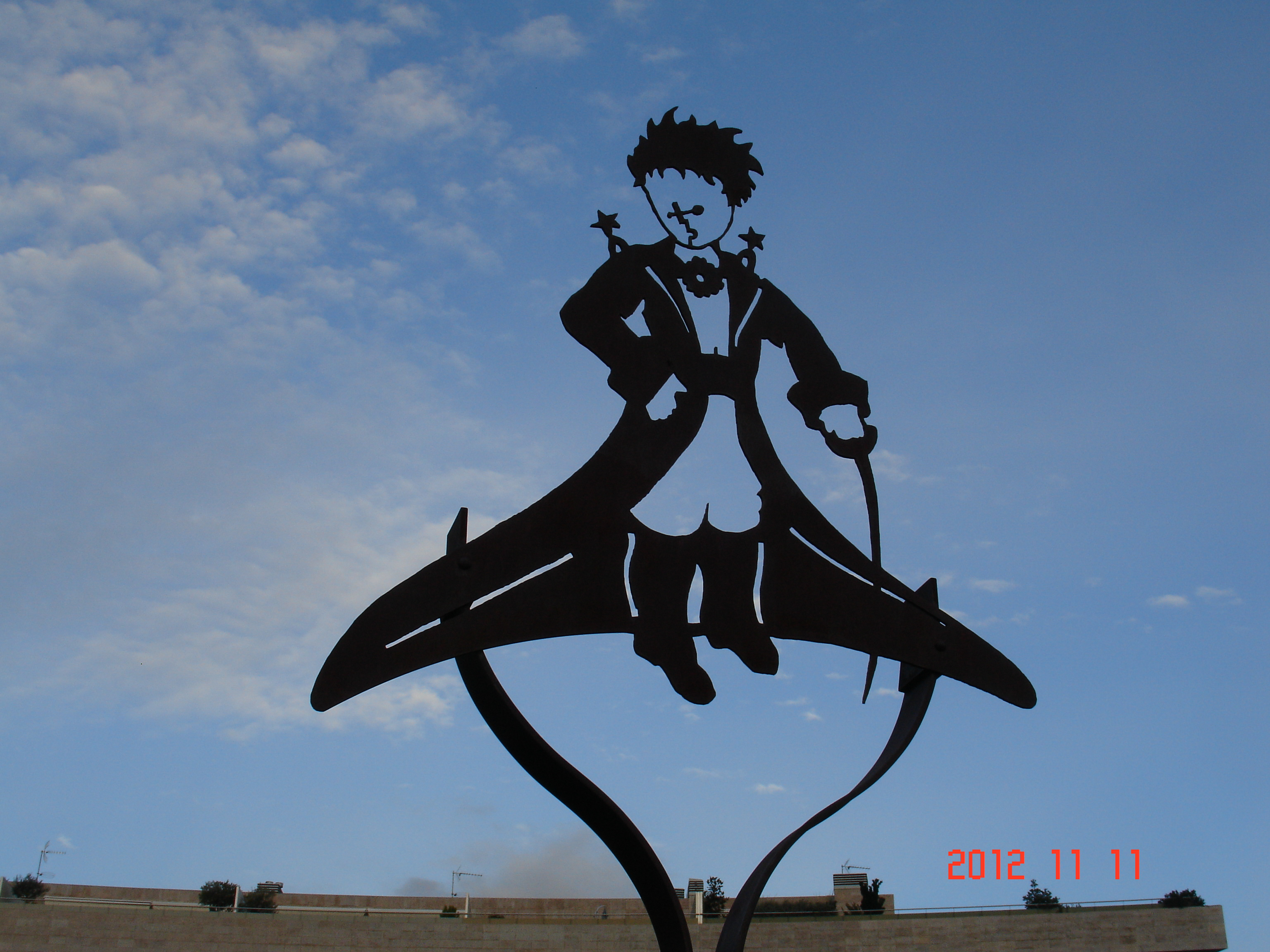
Пам'ятник Маленькому принцу в Таррасі

Ймовірно, Сент-Екзюпері черпав натхнення для створення образу принца з самого себе в дитинстві, оскільки в юності друзі та родина називали його le Roi-Soleil («Король-Сонце») через його золоте кучеряве волосся. Потенційним прообразом також може бути восьмирічний хлопчик з кучерявим світлим волоссям Томас Де Конінк, син філософа Чарльза Де Конінка, у сім'ї якого Сент-Екзюпері проживав в Квебеку в 1942 році. Іншим можливим джерелом натхнення для маленького принца вважається Ленд Морроу Ліндберг, юний золотоволосий син колеги-льотчика Чарльза Ліндберга та його дружини Енн Морроу Ліндберг, якого він зустрів під час ночівлі в їхньому будинку на Лонг-Айленді в 1939 році.
Дехто вбачає в принцові фігуру Христа, оскільки дитина безгрішна і «вірить у життя після смерті», згодом повертаючись на свої небеса. Коли фотожурналіст журналу Лайф Джон Філліпс запитав Сент-Екзюпері про джерело натхнення для дитячого персонажа, той розповів йому, що одного разу він подивився вниз на те, що вважав чистим аркушем паперу і побачив маленьку, схожу на дитину, фігурку. «Я запитав його, хто він такий», — сказав Сент-Екзюпері. І почув у відповідь: «Я — Маленький принц».

Одну з найперших літературних згадок про маленького принца можна знайти в другому репортажі Сент-Екзюпері з Москви 14 травня 1935 року. Будучи спеціальним кореспондентом французької газети Paris-Soir, автор розповідав про свою поїздку потягом з Франції до СРСР. Пізно вночі, під час подорожі, він вирішив перейти зі свого вагону першого класу у вагони третього класу, де побачив великі групи польських сімей, що повертались на батьківщину. В його репортажі з цієї поїздки згадано не лише маленького принца, а кілька інших тем, які Сент-Екзюпері пізніше включив в свої філософські праці: 
Я сів [навпроти] сімейної пари. Між чоловіком та жінкою хлопчик відтіснив собі місце і заснув. Він поворушився вві сні, і при тьмяному світлі лампи я побачив його обличчя. Яке чарівне обличчя!  Золотий плід з'явився на світ від цих двох селян..... Це обличчя музиканта, сказав я собі. Це дитина Моцарт. Це життя, сповнене прекрасних перспектив. Маленькі принци в легендах нічим не відрізняються від нього. Під захистом, під опікою, вихована належним чином, хто знає, ким би не могла стати ця дитина? Коли в результаті мутації в саду народжується нова троянда, всі садівники радіють. Вони ізолюють троянду, доглядають за нею, плекають. Але садівника для чоловіків немає. Штампувальна машина зробить цього маленького Моцарта таким як і всі інші... Маленький Моцарт приречений.— 

### Троянда

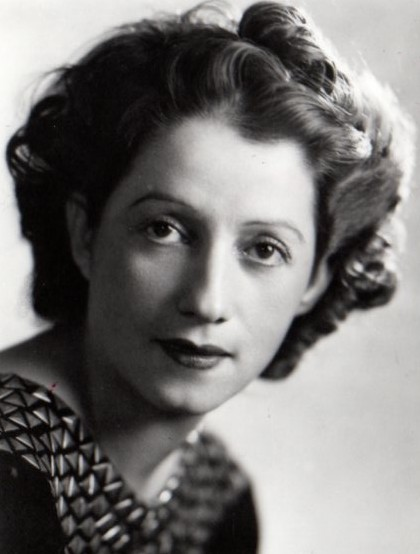
Джерелом натхнення для Троянди в «Маленькому принці», ймовірно, була сальвадорська дружина Сент-Екзюпері Консуело (Монреаль, 1942)

Багато дослідників вважають, що на добросердечність, але дратівливість і марнославство Троянди автора надихнула його дружина — Консуело де Сент-Екзюпері, а прообразом маленької планети став Ель-Сальвадор, де Екзюпері зазнав аварії і залишився на реабілітацію, перебуваючи в зоні видимості 3 вулканів, одним із яких був Іламатепек, також відомий як вулкан Санта-Ана. Незважаючи на бурхливий шлюб, Консуело була близька серцю Сент-Екзюпері, він зображував її як троянду, яку принц ніжно захищає від вітру і ховає під скляний купол на своїй крихітній планеті. Невірність Сент-Екзюпері та сумніви щодо його шлюбу символізує сад троянд, який принц зустрічає під час свого візиту на Землю.
Цю інтерпретацію описав біограф Пол Вебстер, який заявив, що вона була «музою, якій Сент-Екзюпері виливав свою душу в численних листах… Консуело була трояндою в „Маленькому принці“».

## Історія публікацій
- Написана 1942 року в Нью-Йорку.
- Вперше опублікована 1943 р. в США видавництвом «Reynal & Hitchcock» (спочатку англійською, потім французькою мовами).
- Перше французьке видання: «Editions Gallimard», 1946 р.
- Українські видання: Видавництво ЦК ЛКСМУ «Молодь». — Київ, 1976. Переклад Анатолія Жаловського.

## Цікаві факти
- У Ліоні є пам'ятник Антуану де Сент-Екзюпері з його «дитинчам» за плечима. А в місті Дніпро, в Парку Глоби, є пам'ятник самому «Маленькому принцу».
- У 2003 році перший супутник астероїда «45 Eugenia» (тимчасова назва S/1998(45)1, відкритий астрономами 1 листопада 1998 року за допомогою телескопу Обсерваторії Мауна-Кеа (Гаваї) був названий «Маленький принц». Одночасно назва пов'язана із сином імператриці Євгенії, на честь якої названо сам астероїд, принцом імперії, що так і не став імператором, Наполеоном-Еженом (Наполеон IV). Яскравість Маленького принца відрізняється від Євгенії на понад 6 величин[25].
- До «Маленького принца» відноситься і назва астероїда 46610 Бесісдуз[26] (фр. Be six douze — Бе шість дванадцять), оскільки номер астероїда, записаний у шістнадцятковій системі числення, має вигляд B612. Маленький принц начебто прилетів на Землю саме з астероїда B612.

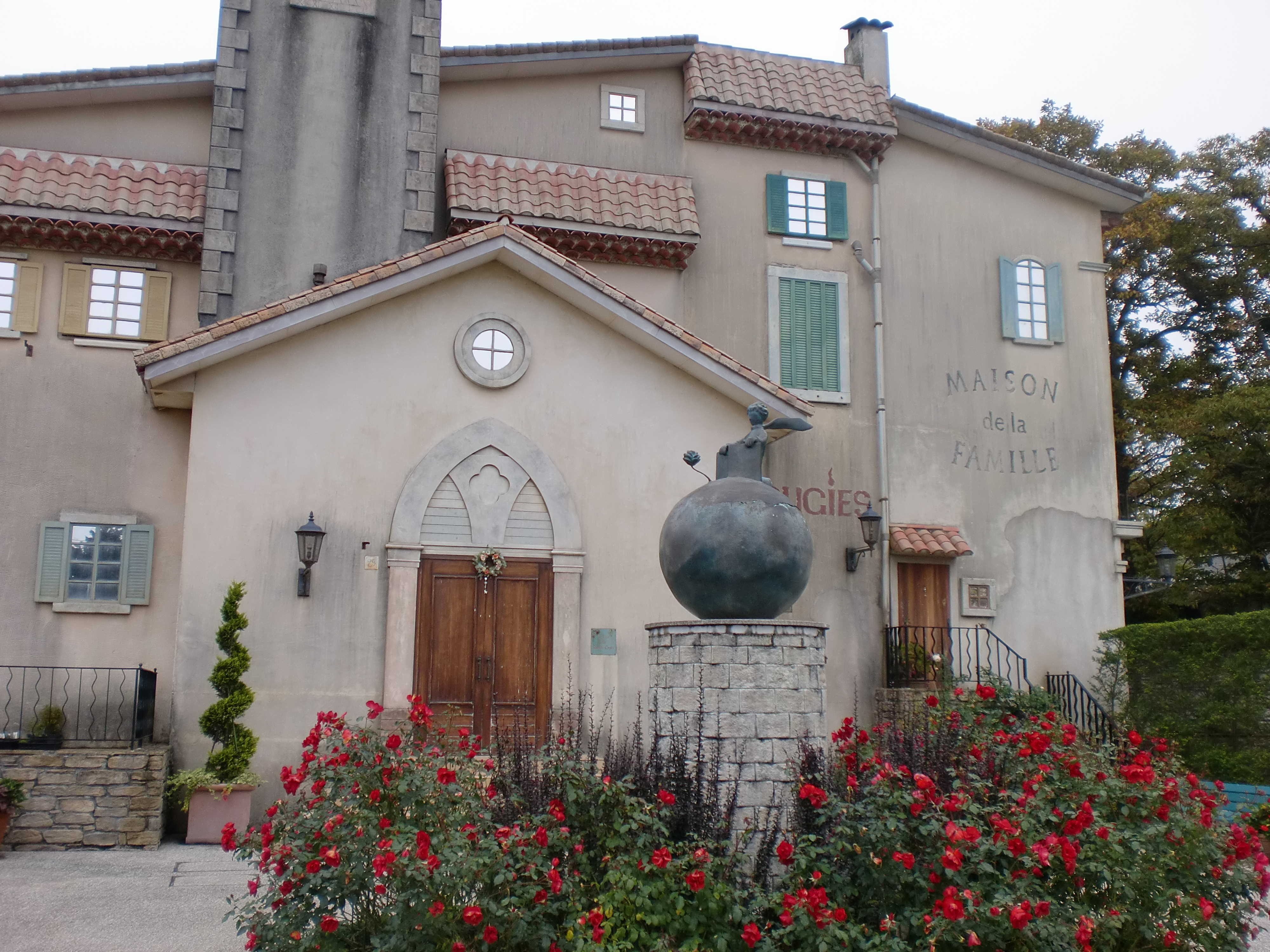
скульптура «Маленький принц на астероїді B-612» біля Музею Маленького принца, Хаконе, Японія (2007)
пам'ятник у парку Лазаря Глоби, м. Дніпро
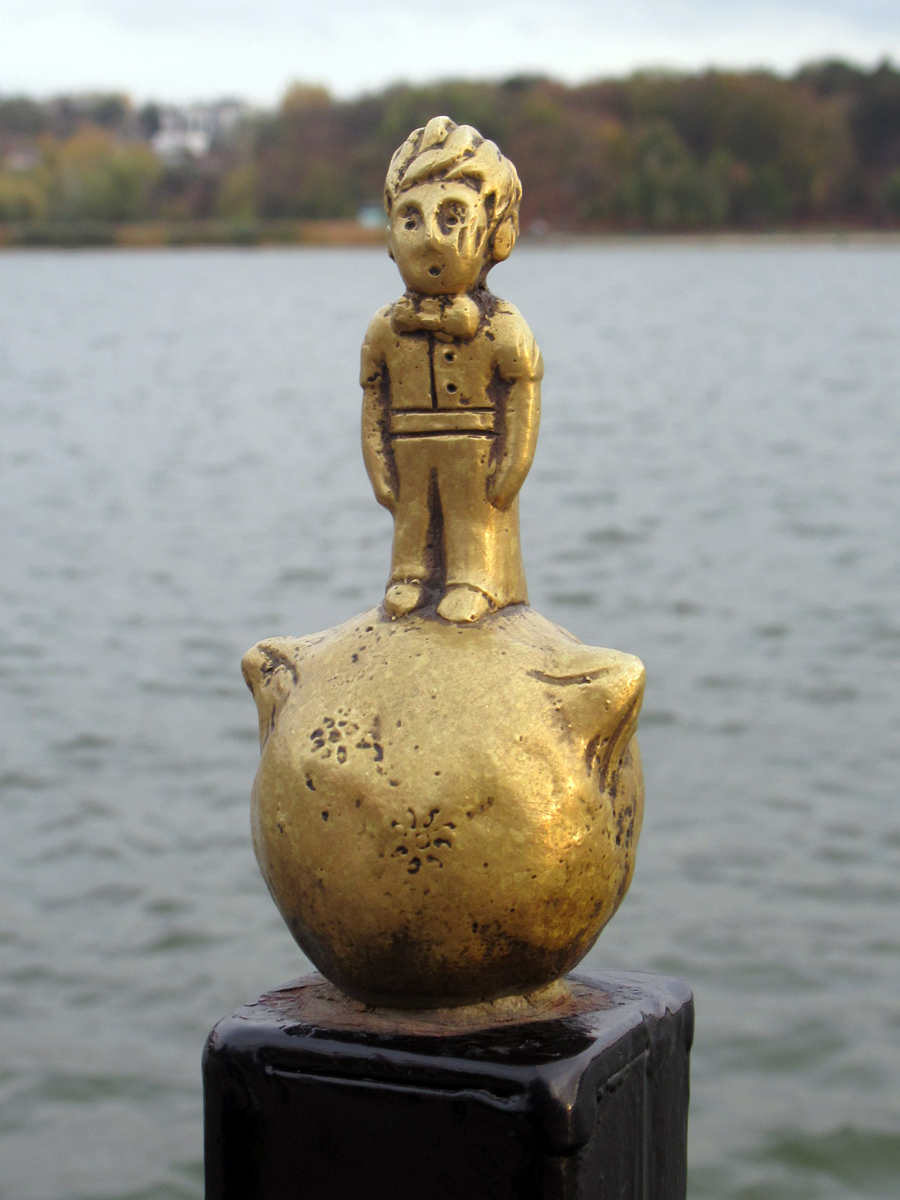
мініскульптура в парку Валя-Морилор у Кишиневі